# Anna Sofia di Sassonia-Gotha-Altenburg
Anna Sofia di Sassonia-Gotha-Altenburg (Gotha, 22 dicembre 1670 – Rudolstadt, 28 dicembre 1728) è stata una principessa sassone e principessa consorte di Schwarzburg-Rudolstadt.

## Biografia

### Infanzia

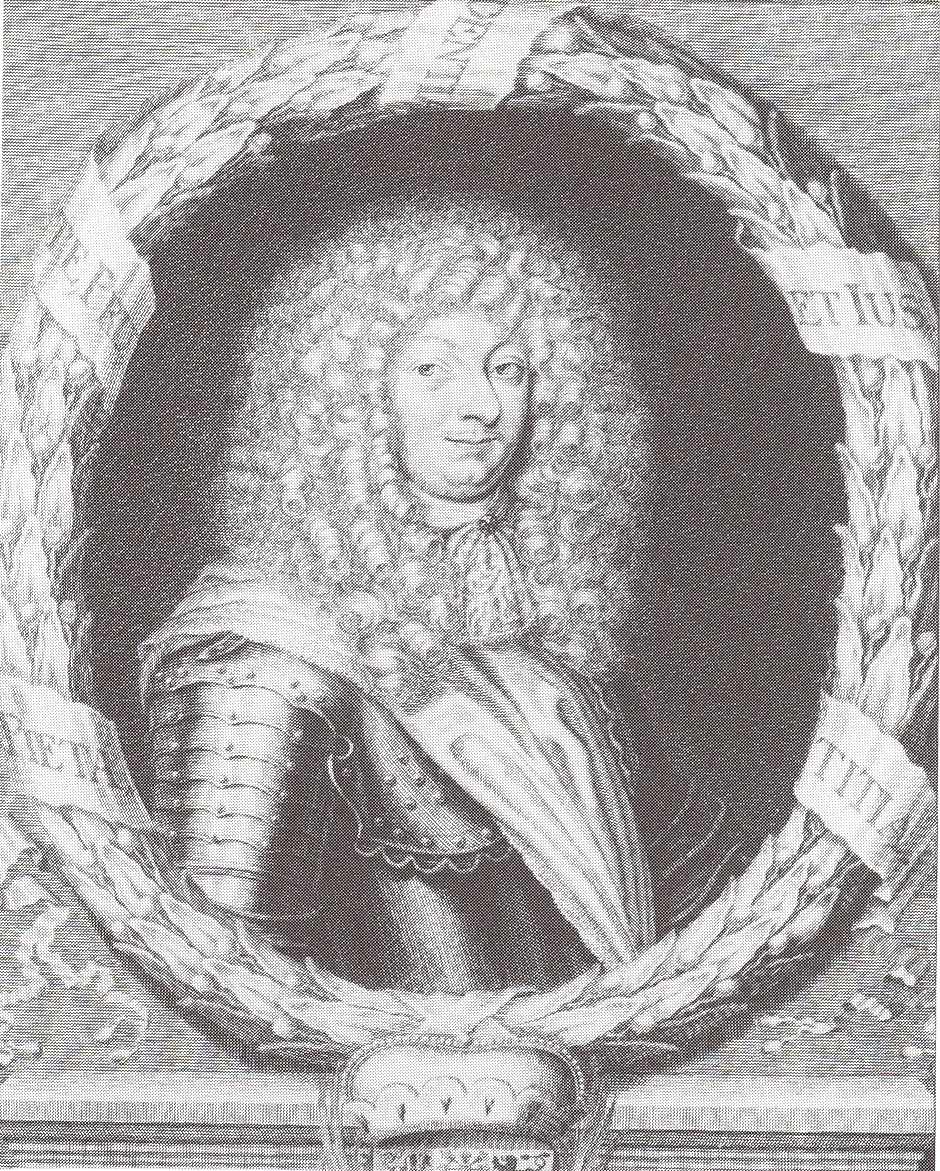
Federico I di Sassonia-Gotha-Altenburg

Era la figlia primogenita del duca di Sassonia-Gotha-Altenburg Federico I, che governò sul ducato dal 1675. Sua madre era la principessa Maddalena Sibilla di Sassonia-Weissenfels, unica figlia del duca Augusto di Sassonia-Weissenfels.

### Matrimonio

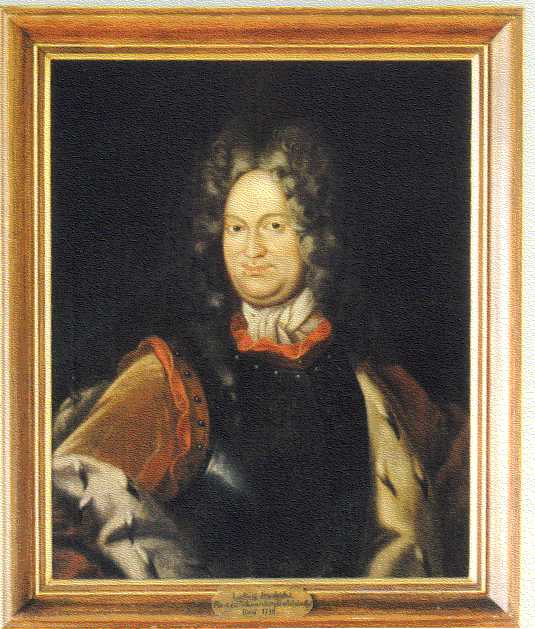
Ritratto del principe Luigi Federico I di Schwarzburg-Rudolstadt

A diciannove anni suo padre la diede in sposa a Luigi Federico I di Schwarzburg-Rudolstadt, figlio ed erede del principe Alberto Antonio di Schwarzburg-Rudolstadt. La cerimonia nuziale si tenne a Gotha il 15 ottobre 1691 e sancì l'alleanza tra le dinastie Wettin e Schwarzburg-Rudolstadt.

### Principessa di Schwarzburg-Rudolstadt

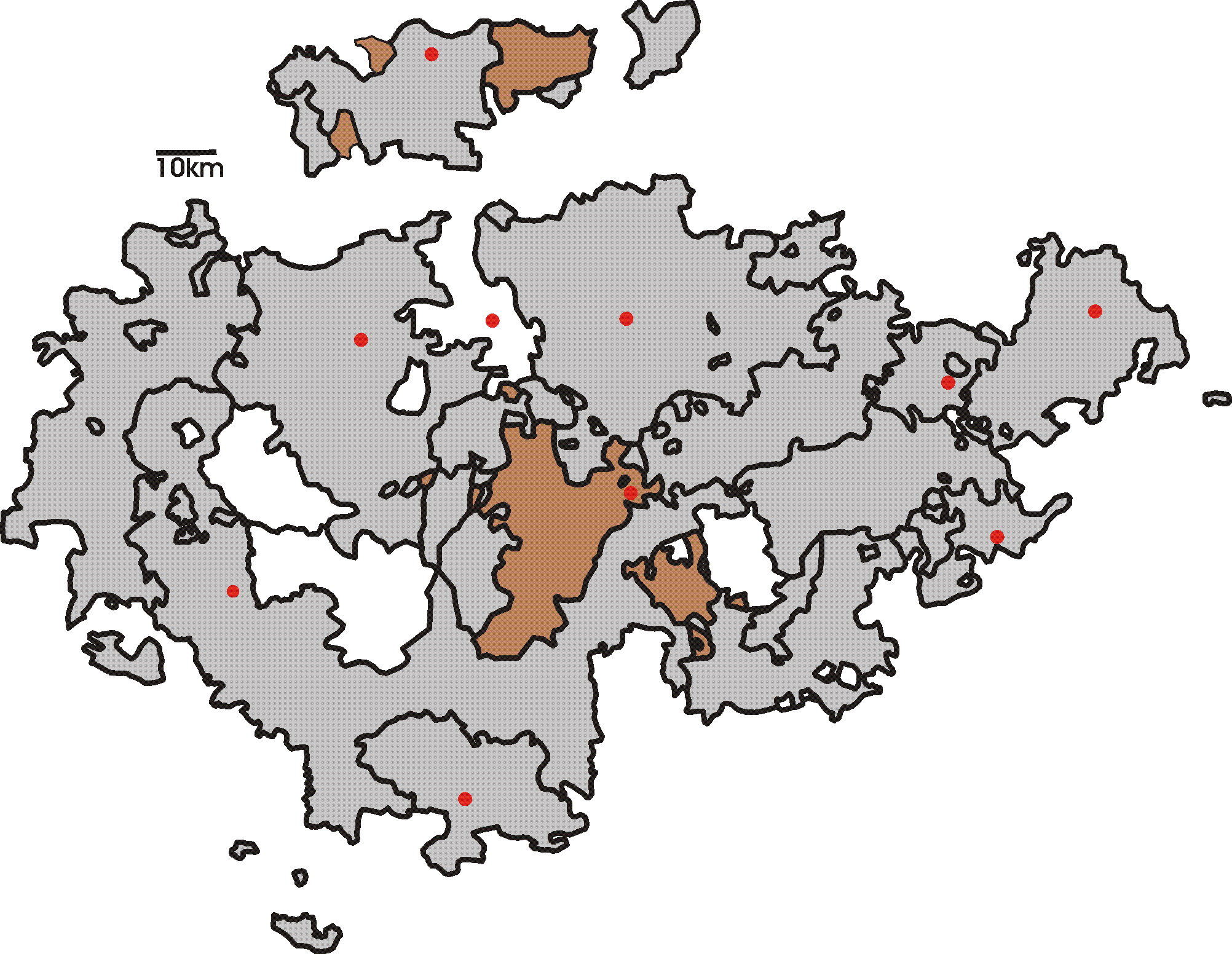
Il Principato di Schwarzburg-Rudolstadt

Nel 1710, alla morte del suocero, divenne principessa consorte di Schwarzburg-Rudolstadt, titolo che conservò fino morte del marito, avvenuta il 24 giugno 1718 a Rudolstadt. Anna Sofia gli sarebbe sopravvissuta dieci anni. Nel 1713 venne introdotta nel principato la primogenitura, cosicché il primogenito di Anna Sofia poté ereditare la totalità dei domini paterni.

### Morte

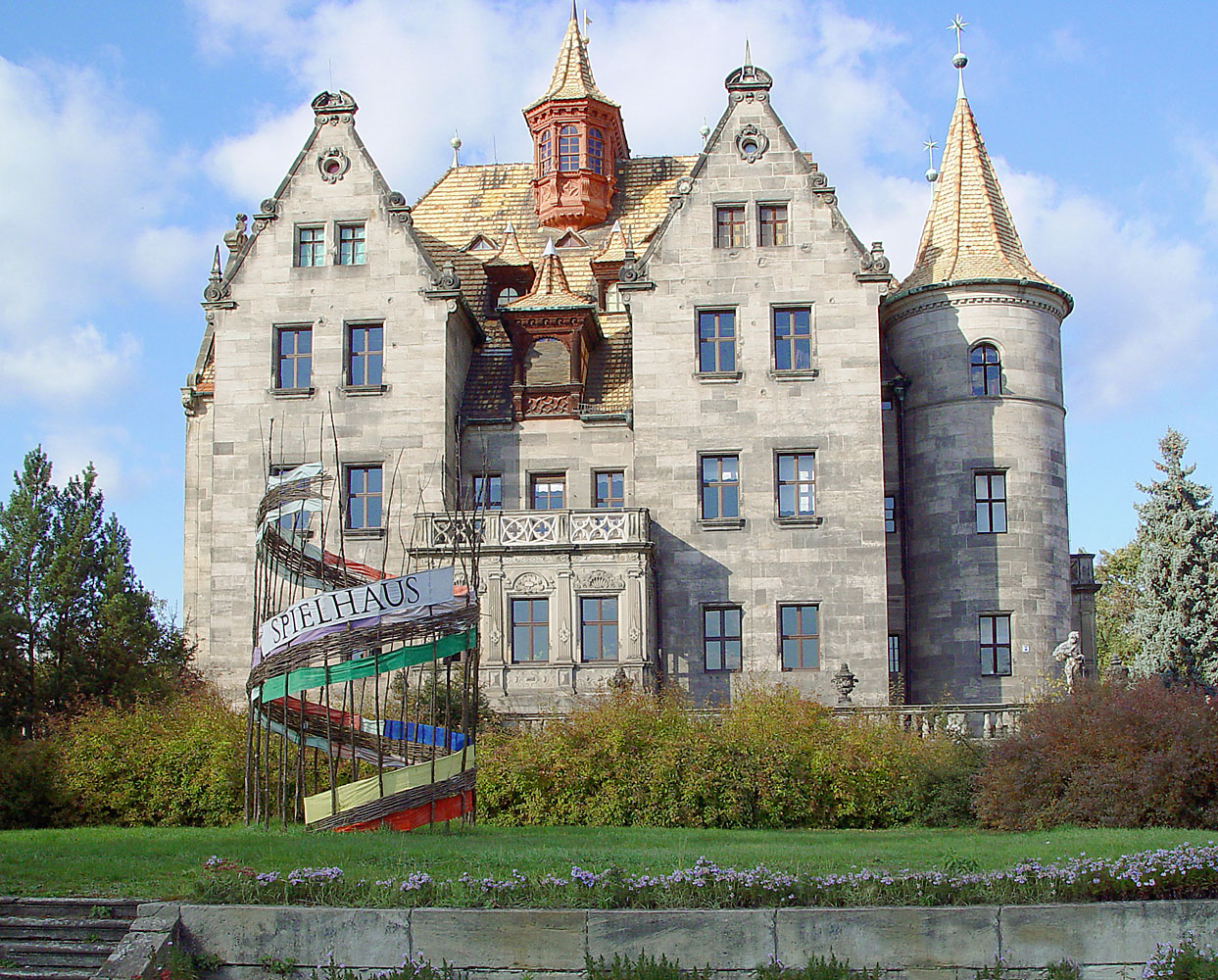
Rudolstadt

La Principessa morì il 28 dicembre 1728 a Rudolstadt.

## Discendenza
In ventisette anni di matrimonio, diede al marito, Luigi Federico I di Schwarzburg-Rudolstadt, tredici figli e al casato l'erede maschio:
- Federico Antonio (Rudolstadt, 14 agosto 1692-Rudolstadt, 1º settembre 1744), erede del padre del principato, sposò dapprima la cugina Sofia Guglielmina di Sassonia-Coburgo-Saalfeld, che gli diede tre figli, e successivamente, rimasto vedovo, Cristina Sofia di Ostfriesland;
- Amalia Maddalena (Rathsfeld, 15 giugno 1693-Rathsfeld, 15 settembre 1693);
- Sofia Luisa (Rathsfeld, 15 giugno 1693-Rathsfeld, 23 maggio 1776);
- Sofia Giuliana (Rudolstadt, 16 ottobre 1694-Gandersheim, 23 maggio 1776), suora presso il monastero di Gandersheim;
- Guglielmo Luigi (Rudolstadt, 15 febbraio 1696-Königsee, 26 settembre 1757), contrasse matrimonio morganatico con Henriette Caroline Gebaür da cui ebbe eredi;
- Cristiana Dorotea (Rudolstadt, 14 febbraio 1697-20 agosto 1698);
- Alberto Antonio (Rudolstadt, 16 luglio 1698-Palermo, 24 marzo 1720), morì ucciso durante l'assedio di Palermo;
- Emilia Giuliana (Rudolstadt, 21 luglio 1699-Römhild, 31 agosto 1774);
- Anna Sofia (Rathsfeld, 11 settembre 1700-Römhild, 11 dicembre 1780), sposò il cugino Francesco Giosea di Sassonia-Coburgo-Saalfeld;
- Dorotea Sofia (Rudolstadt, 28 gennaio 1706-Rudolstadt, 14 novembre 1737), gemella;
- Luisa Federica (Rudolstadt, 28 gennaio 1706-Schwarzburg, 11 settembre 1787), gemella;
- Maddalena Sibilla (Rudolstadt, 5 maggio 1707-Gandersheim, 26 febbraio 1795), suora dal 1722 presso il monastero di Gandersheim;
- Luigi Günther II (Rudolstadt, 22 ottobre 1708-Rudolstadt, 29 agosto 1790), succedette al fratello come principe di Schwarzburg-Rudolstadt.

## Ascendenza
|                                           |                                |                                           | Genitori                                |  |  | Nonni |  |  | Bisnonni                    |  |  | Trisnonni                             |  |
|                                           |                                |                                           |                                         |  |  |       |  |  | Giovanni di Sassonia-Weimar |  |  | Giovanni Guglielmo di Sassonia-Weimar |  |
|                                           |                                |                                           |                                         |  |  |       |  |  | Giovanni di Sassonia-Weimar |  |  | Giovanni Guglielmo di Sassonia-Weimar |  |
|                                           |                                | Dorotea Susanna di Wittelsbach-Simmern    |                                         |  |  |       |  |  | Giovanni di Sassonia-Weimar |  |  |                                       |  |
| Ernesto I di Sassonia-Gotha-Altenburg     |                                |                                           |                                         |  |  |       |  |  | Giovanni di Sassonia-Weimar |  |  |                                       |  |
|                                           |                                | Dorotea Maria di Anhalt                   | Gioacchino Ernesto di Anhalt            |  |  |       |  |  |                             |  |  |                                       |  |
|                                           |                                | Dorotea Maria di Anhalt                   | Gioacchino Ernesto di Anhalt            |  |  |       |  |  |                             |  |  |                                       |  |
|                                           |                                | Dorotea Maria di Anhalt                   | Eleonora del Württemberg                |  |  |       |  |  |                             |  |  |                                       |  |
| Federico I di Sassonia-Gotha-Altenburg    |                                | Dorotea Maria di Anhalt                   |                                         |  |  |       |  |  |                             |  |  |                                       |  |
|                                           |                                | Giovanni Filippo di Sassonia-Altenburg    | Federico Guglielmo I di Sassonia-Weimar |  |  |       |  |  |                             |  |  |                                       |  |
|                                           |                                | Giovanni Filippo di Sassonia-Altenburg    | Federico Guglielmo I di Sassonia-Weimar |  |  |       |  |  |                             |  |  |                                       |  |
|                                           |                                | Giovanni Filippo di Sassonia-Altenburg    | Anna Maria del Palatinato-Neuburg       |  |  |       |  |  |                             |  |  |                                       |  |
| Elisabetta Sofia di Sassonia-Altenburg    |                                | Giovanni Filippo di Sassonia-Altenburg    |                                         |  |  |       |  |  |                             |  |  |                                       |  |
|                                           |                                | Elisabetta di Brunswick-Wolfenbüttel      | Enrico Giulio di Brunswick-Lüneburg     |  |  |       |  |  |                             |  |  |                                       |  |
|                                           |                                | Elisabetta di Brunswick-Wolfenbüttel      | Enrico Giulio di Brunswick-Lüneburg     |  |  |       |  |  |                             |  |  |                                       |  |
|                                           |                                | Elisabetta di Brunswick-Wolfenbüttel      | Elisabetta di Danimarca                 |  |  |       |  |  |                             |  |  |                                       |  |
| Anna Sofia di Sassonia-Gotha-Altenburg    |                                | Elisabetta di Brunswick-Wolfenbüttel      |                                         |  |  |       |  |  |                             |  |  |                                       |  |
|                                           | Giovanni Giorgio I di Sassonia | Cristiano I di Sassonia                   |                                         |  |  |       |  |  |                             |  |  |                                       |  |
|                                           | Giovanni Giorgio I di Sassonia | Cristiano I di Sassonia                   |                                         |  |  |       |  |  |                             |  |  |                                       |  |
|                                           | Giovanni Giorgio I di Sassonia | Sofia di Brandeburgo                      |                                         |  |  |       |  |  |                             |  |  |                                       |  |
| Augusto di Sassonia-Weissenfels           | Giovanni Giorgio I di Sassonia |                                           |                                         |  |  |       |  |  |                             |  |  |                                       |  |
|                                           |                                | Maddalena Sibilla di Hohenzollern         | Alberto Federico di Prussia             |  |  |       |  |  |                             |  |  |                                       |  |
|                                           |                                | Maddalena Sibilla di Hohenzollern         | Alberto Federico di Prussia             |  |  |       |  |  |                             |  |  |                                       |  |
|                                           |                                | Maddalena Sibilla di Hohenzollern         | Maria Eleonora di Jülich-Kleve-Berg     |  |  |       |  |  |                             |  |  |                                       |  |
| Maddalena Sibilla di Sassonia-Weissenfels |                                | Maddalena Sibilla di Hohenzollern         |                                         |  |  |       |  |  |                             |  |  |                                       |  |
|                                           |                                | Adolfo Federico I di Meclemburgo-Schwerin | Giovanni VII di Meclemburgo-Schwerin    |  |  |       |  |  |                             |  |  |                                       |  |
|                                           |                                | Adolfo Federico I di Meclemburgo-Schwerin | Giovanni VII di Meclemburgo-Schwerin    |  |  |       |  |  |                             |  |  |                                       |  |
|                                           |                                | Adolfo Federico I di Meclemburgo-Schwerin | Sofia di Holstein-Gottorp               |  |  |       |  |  |                             |  |  |                                       |  |
| Anna Maria di Mecleburgo-Schwerin         |                                | Adolfo Federico I di Meclemburgo-Schwerin |                                         |  |  |       |  |  |                             |  |  |                                       |  |
|                                           |                                | Anna Maria della Frisia orientale         | Enno III della Frisia orientale         |  |  |       |  |  |                             |  |  |                                       |  |
|                                           |                                | Anna Maria della Frisia orientale         | Enno III della Frisia orientale         |  |  |       |  |  |                             |  |  |                                       |  |
|                                           |                                | Anna Maria della Frisia orientale         | Anna di Holstein-Gottorp                |  |  |       |  |  |                             |  |  |                                       |  |
|                                           |                                | Anna Maria della Frisia orientale         |                                         |  |  |       |  |  |                             |  |  |                                       |  |